# 전주양지초등학교
전주양지초등학교는 대한민국 전북특별자치도 전주시 완산구 평화동2가에 있는 공립 초등학교이다.

## 학교 연혁
- 1997.03.01 전주양지초등학교 개교(1-5학년 15학급 편성)
- 1998.03.08 병설유치원 개원(설립인가 1998.03.01)
- 2020.02.07 제22회 졸업식 (총 4,090명)
- 2020.03.01 제10대 조현순 교장 부임
- 2020.03.01 15학급 편성, 유치원 2학급, 총 424명

## 참고 자료
- 전주양지초등학교 - 한국교육학술정보원 학교알리미